# Godło Etiopii

Godło Etiopii

Godło Etiopii jest w obecnym kształcie od 1996. Zawiera złoty pentagram emitujący promienie, położony na niebieskiej tarczy. Oznacza on jedność ludzi i obywatelstwo etiopskie.
Godło jest także częścią flagi Etiopii.

## Historyczne Godła

Lew Judy Godło Cesarstwa Etiopii
Godło Cesarstwa Etiopii w latach 1930-1974
Godło reżimu Derg z lat 1974–1987
Godło Ludowo-Demokratycznej Republiki Etiopii z lat 1987–1991